# Chojrak (Maiski, Koshejabl, Adiguesia)
Chojrak (del ruso: Чёхрак) es un jútor del raión de Koshejabl en la república de Adiguesia de Rusia. Está situado en la orilla derecha del río homónimo, 16 km al sur de Koshejabl y 37 km al nordeste de Maikop, la capital de la república. Tenía 17 habitantes en 2010
Pertenece al municipio de Maiski.

## Historia
Entre 1926 y 1929 era conocido como Chojranski o Chojrakski y perteneció al selsovet Bezladni del raión de Natyrbovo (1924-1929) del Óblast Autónomo Adigué.